# Duplex (fumetto)
Duplex (in inglese The Duplex) è una striscia a fumetti umoristica creata da Glenn McCoy e attualmente disegnata dal fratello Gary McCoy. Pubblicata a partire dal 1993 sul Seattle Times, è stata tradotta in varie lingue. In Italia è pubblicata come rubrica all'interno della rivista La Settimana Enigmistica.

## Personaggi
- Eno L. Camino, il personaggio principale.
- Fang, il cane di Eno nonché il suo migliore amico.
- Gina, la vicina di casa di Eno e Fang.
- Mitzi, la barboncina di Gina per la quale Fang prova sentimenti.
- Elvin, il vicino di casa e amico di Eno.